# Sei Shōnagon
Sei Shōnagon (清少納言?, Sei Shōnagon; 965/967 – 1025 circa) è stata una scrittrice e poeta giapponese al servizio dell'imperatrice Teishi (Sadako) presso la corte imperiale di Heiankyō durante il medio periodo Heian.
È l'autrice delle Note del guanciale (枕草子?, Makura no sōshi).

## Biografia
"Sei" (清?) è la pronuncia sino-giapponese di Kiyohara, il nome del suo clan, mentre "Shōnagon" (少納言?), "consigliere minore", indica un incarico di governo. Presso la corte Heian le donne venivano chiamate con il nome della carica del padre o del marito ma nel caso della scrittrice né il padre né i due mariti ricoprirono nel corso della loro carriera la carica di Shōnagon. È stata ipotizzata, ma non provata, l’esistenza di un terzo marito con carica Shōnagon per spiegare l’assegnazione di questo nome alla scrittrice. Anche il suo vero nome è stato oggetto di dibattito tra gli studiosi, che sembrano propendere per Kiyohara Nagiko (清原諾子?).
Sei Shōnagon nacque intorno al 966 nell'ambiente aristocratico raccolto attorno alla corte imperiale di Heian-kyō, l'odierna Kyōtō. Suo padre era Kiyohara no Motosuke (908-990), autore di poesie waka e uno dei cosiddetti "Nashitsubo no gonin" (梨壺の五人?), traducibile come "I cinque della camera del pero", il gruppo di letterati responsabili della compilazione dell’antologia imperiale Gosen Wakashū (後撰和歌集?, "Selezione posteriore di poesie giapponesi"). Suo nonno era Kiyohara no Fukayabu (IX-X secolo), un famoso poeta presso la corte di Heian-kyō, ricordato da 41 sue poesie incluse in antologie imperiali. Si ritiene che Sei Shōnagon abbia sviluppato il proprio talento letterario anche grazie all’ottima educazione ricevuta da questi poeti.
Si sa pochissimo sulla vita di Sei prima del suo ingresso a corte nel 993 come dama di compagnia (女房?, "nyōbō") dell’imperatrice Teishi (o Sadako), vissuta tra il 976 e il 1001 e moglie dell'imperatore Ichijō. Molte delle informazioni disponibili sulla sua vita provengono dal Makura no sōshi, compreso il resoconto dei suoi primi giorni a corte e dei rapporti con l’imperatrice. Il testo presenta Sei Shōnagon come una donna di grande ingegno, educata meglio di molte sue coetanee al servizio presso la corte e in grado di dimostrare la propria superiorità intellettuale in conversazione con gli aristocratici che venivano a farle visita. Sapeva scrivere in cinese classico e, anche se non era esperta di letteratura cinese come altri autori coevi, grazie a riferimenti presenti nel Makura no sōshi si sa che aveva letto e citato opere dei poeti cinesi di epoca Tang come Bai Juyi e Li Shangyin.
Rimase a servizio presso la corte fino al 1001 quando cadde in disgrazia insieme ad altre dame dopo la morte per parto dell’imperatrice Teishi. Negli otto anni di permanenza a corte furono poche le occasioni in cui l’autrice uscì dal recinto del palazzo imperiale: nel Makura no sōshi sono registrate alcune visite a templi buddhisti (come il Kiyomizudera e il lontano Hasedera) e a santuari shintōista (come il Fushimi Inari-taisha e il Kamojinja). Il resto del tempo era trascorso a corte, in conversazioni con gli aristocratici, l’imperatrice o le altre dame, partecipando a cerimonie all’interno del palazzo o scrivendo.
Nel corso del periodo medievale e premoderno le opere in prosa di epoca Heian di autrici come Sei Shōnagon o Murasaki Shikibu vennero spesso condannate dal clero buddhista e dagli intellettuali confuciani poiché ritenute immorali o poco serie. A partire dal XVIII secolo Sei Shōnagon venne rivalutata positivamente dagli studiosi della scuola kokugaku come importante autrice di letteratura in lingua giapponese classica e oggi il suo Makura no sōshi è parte del canone scolastico della letteratura giapponese.

## Opere

### Prosa
Sei Shōnagon deve la sua fama alla sua unica opera in prosa pervenutaci, le Note del guanciale, una raccolta in stile "zuihitsu" (随筆?) contenente osservazioni, aneddoti, elenchi di cose piacevoli e spiacevoli, un catalogo di preferenze e di giudizi, poesie, lamentele, pettegolezzi e qualunque cosa avesse catturato il suo interesse negli anni trascorsi a corte. Tra i riferimenti concreti alla storia del Giappone Heian presenti nel testo sono degni di nota i riferimenti di Sei Shōnagon riguardo ai problemi che l'imperatrice Teishi dovette affrontare dopo la morte del padre, quando suo zio, l'influente Fujiwara no Michinaga, diede una delle sue figlie in sposa all'imperatore Ichijō. Sei Shōnagon parla del declino e della morte della sua più grande benefattrice cercando di evitare toni tragici, e non facendo riferimento alle proprie difficoltà, probabilmente per non mettere per iscritto un ricordo negativo associato all'imperatrice.

### Poesia
L'epoca in cui visse Sei Shōnagon è considerata un periodo d'oro per la poesia giapponese classica. In quegli anni venne compilata la terza antologia imperiale, il Shūiwakashū (拾遺和歌集?, "Raccolta di spigolature"), terminata all'inizio dell'XI secolo probabilmente durante il regno dell'imperatore Ichijō. Fu un periodo particolarmente prolifico per la poesia femminile, con autrici come Akazome Emon, Izumi Shikibu e Murasaki Shikibu e la stessa Sei Shōnagon, oggi ritenuta una delle più importanti poete della sua generazione e per questo inserita nella raccolta Nyōbō Sanjūrokkasen.
Un waka da lei composto è inoltre presente nella posizione 62 dell'influente raccolta poetica Ogura Hyakunin Isshu (小倉百人一首?) composta in epoca Heian dal letterato giapponese Fujiwara no Teika.

## Curiosità
Il rapporto tra Sei Shōnagon e Murasaki Shikibu, l’altra celebre autrice di epoca Heian, è complesso ed è ancora oggetto di dibattito fra gli studiosi. Murasaki Shikibu era al servizio di Sōshi (Akiko), figlia di Michinaga e rivale di Teishi. La rivalità tra le due imperatrici sembra essersi riflettuta tra le rispettive dame di compagnia anche se non è chiaro se le due autrici si siano mai incontrate. Se il diario di Murasaki, datato intorno al 1006, lascia trasparire una rivalità indiretta tra le due, sono state individuate scene del Genji monogatari ispirate al Makura no sōshi.
Sei Shōnagon compare più volte all'interno del romanzo Carne ("My Year of Meats") della scrittrice statunitense Ruth Ozeki, e diverse citazioni tratte dal Makura no sōshi aprono i 12 capitoli di questo romanzo.